# Тибетски будизъм
Тибетският будизъм  е целостта на будистката религиозна доктрина и съответните ѝ институции, характерни за Тибет и някои региони на Хималаите, включително Монголия и Русия, северната част на Непал, Бутан и Индия (особено в Аруначал Прадеш, Ладак, Дарамсала, Лахаул и Спити в Химачал Прадеш и Сиким). Това е например държавната религия на Бутан. Той също се практикува в Монголия и части на Русия (Калмикия, Бурятия, и Тува) и в Североизточен Китай. Текстове и коментари с всепризнат авторитет се съдържат в Тибетски будистки канон, така че на тибетския език се гледа като на свещен език в тези области.
Тибетският будизъм представява в света 5 традиции: Нингма, Сакя, Кагю, Джонанг и Гелугпа (произход от Кадам).
Тибетската диаспора е разпространила будизма в много западни страни (в САЩ и европейски держави), където различните традиции са придобил популярност.  Сред нейните най – видни представители е 14-ия Далай Лама Тензин Гяцо. Броят на нейните последователи, се оценява на между десет и двадесет милиона.

## Ранно разпространение
Виж също: Нингма
Установяването на будизма в Тибет е няколковековен процес, при това в продължителен контакт с индийските първоизточници. По тази причина да се смята, че ученията на Буда са стигнали там в много чист и цялостен вид. Първите сведения за това са свързани с активността на живелия в първата половина на 7-и век крал Сонгцен Гампо (609 – 649). Повече от век след това неговият потомък крал Трисонг Децен (756 – 797) поканва двама велики учители – Падмасамбхава и Шантаракшита и те за първи път предават ученията на Буда в Тибет в цялата им пълнотата и това, което оставят в наследство по – късно става известно като „Старите Преводи“ или школата Нингма. Първи пристига ученият Шантаракшита, ръкополага първите монаси и започва изграждането на манастира Самие недалеч от Лхаса. Той обаче среща два вида трудности, с които не успява да се справи: негодуванието на тибетската аристокрация и местните демонични енергии. Тогава кралят кани почитаният като втори Буда Падмасамбхава, наричан в Тибет Гуру Ринпоче, който се справя и с едното и с другото. Той предава тантричните медитативни методи и оставя многобрийни „Скрити съкровища“ или Терми. Към края на царуването на Трисонг Децен, когато в страната са само учениците на Гуру Ринпоче и Шантаракшита, в столицата Лхаса се провежда съвет, на чийто диспути се решава от кои източници следва да се приеме Будизма, защото в Тибет имало и учители от Китай, които преподавали пътя на внезапното просветление, вероятно отговарящ на съвременния Чан или Дзен. Диспутите били безапелационно спечелени от Камалашила, ученик на Шантаракшита и оттогава насетне единствено учения дошли от Индия били приемани за автентични. Следва период от около век на разцвет на Будизма в Тибет, чийто апогей бележи царуването на третия от така почитаните Дхарма крале – Ралпачен.

## Връщане на шаманизма
Възкачилият се след него на престола крал Лангдарма за краткото си царуване успява да разруши почти всички многобройни будистки манастири, които били вече построени из цял централен Тибет и следва дълъг период, през който се връща старата шаманска традиция на Тибет – религията Бон. Последвалите век и половина били трудни както за Дхарма, така и за Тибет, който така и не върнал силата си от времето на Трисонг Децен, а дори нямало и централизирана монархия. Манастирите били разрушени и само светските йоги поддържали приемствеността жива в семействата си. Останали също така и скритите учения – съкровища или Термите, които през следващите векове биват откривани и реализирани от еманации на ученици на Гуру Ринпоче наречени Тертони.

## Новите преводи
През 11 век настъплението на ислямската династия на моголите в Индия допълнително ускорява преноса на ученията. Началото на периода на новите преводи или Сарма е пристигането на учения Атиша Дипанкара Шриджняна, поканен от кралското семейство Нари през 1040 г. Това също е времето на учители като Марпа Преводача, основател на Кагю, Кюнгпо Налджор основател на Шангпа Кагю, Кьон Кьончог Гялпо, основател на Сакя, Дромтонпа, ученик на Атиша и основател на Кадам и Долпопа Шераб Гялцен основал Джонанг. Някои от тях като Дрокми Лоцава, Бари Лоцава и Марпа Лоцава носят към името си тази почетна титла, която означава преводач. Докато за трите по-стари линии на Будизма в Тибет Нингма, Сакя и Кагю от централно значение са тантричните медитативни методи, то за по-късната школа Гелуг, вдъхновена най-вече от Кадам, по-типичен е Сутра подхода на постепенния път. Като основател на Гелуг се почита Дже Дзонкапа, учител на първия Далай Лама и Панчен Лама.

## Школи

### Нингма
- Основна статия: Нингма

Линията Нингма има „шест манастири – майка“, въпреки че съставът на шестте се е променил с течение на времето:
- Дорже Драк
- Дзогчен
- Каток
- Миндролинг
- Палюл
- Шечен

Също така за отбелязване е
- Самие – първият будистки манастир в Тибет, създаден от Падмасамбхава и Шантаракшита

### Кагю
- Основна статия: Кагю

Ученията на линията са събрани и пренесени през единадесети век чрез трите героични пътувания на Марпа Лодзава в Индия. Там той прекарва с Наропа и още множество учители около двадесет години. Впоследствие активността на Гампопа добавя към линията ученията на Кадам за постепенния път, както и многобройни манастири. Освен че се разраства, линията дава началото на четири големи и осем по-малки линии. Кармапа – главата на Карма Кагю, най-голямата от тези школи, е първият, който започва съзнателно да се преражда, което по-късно става типично за всички линии.
Има много Кагю манастири в Кхам, източната част на Тибет:
- Палпунг – седалището на Тай Ситупа и Джамгон Конгтрул
- Ралунг -- седалището на Гялванг Друкпа
- Сурманг – седалището на Трунгпа тулку
- Цурпху – седалището на Н.С. Гялва Кармапа

Цурпху, един от най-важните е в Централен Тибет, също както Ралунг и Дрикунг.

### Сакя
- Основна статия: Сакя

Манастирът Сакя е седалище на Н.Св. Сакя Тризин.

### Джонанг
- Вижте осн. статия Джонанг

Линия започва от тибетския учител Юмо Микьо Дордже и добила разпространение и слава при Долпопа Шераб Гялцен и почитания като махасиддха Таранатха.

### Гелуг
Вижте осн. статия Гелуг
Трите най-важни центъра на Гелугпа приемствеността, които също се наричат „великите три“ Гелугпа университетски манастири на Тибет, са Ганден, Сера и Дрепунг манастири, близо до Лхаса:
- Ганден – седалището на Ганден Трипа
- Дрепунг – домът седалище на Далай Лама
- Сера

Три други манастира имат особено важно регионално влияние:
- Махаяна – седалището на Н.С. Кадампа Дармараджа (25-ия Атиша Джянгкю Тилеи), Непал
- Ташилунпо в Шигадзе – основан от първия Далай Лама, този манастир сега е седалище на Панчен Лама
- Лабранг в източната част на Амдо
- Кумбум Джампалинг в източната част на Амдо

Голямо духовно и историческо значение се поставя върху:
- Храмът Джоканг в Лхаса – казано е, че е бил построен от крал Сонгцен Гампо през 647 година, основно място за поклонение

### Осемте колесници
виж осн. статия Осемте колесници

### Десет стълба
Десет тибетци, наричани Десет стълба на тибетския будизъм, са особено изтъкнати заради основополагащата си роля в предаването на будизма в Тибет:
1. Тхонми Самбхота (619 – ?), създава тибетската писменост, с която будизмът започва да се разпространява в Тибет
2. Вайрочана (VIII век), един от първите седем тибетски монаси
3. Кава Палцек (VIII – IX век), един от първите седем тибетски монаси
4. Чокро Луи Гялцен (VIII век), ранен преводач от голямо значение
5. Йеше Де (VIII – IX век), ранен преводач от голямо значение
6. Ринчен Зангпо (958 – 1055), първият преводач от втората школа
7. Дромтон (1005 – 1064), основател на манастира Рединг
8. Нгок Лоцава Лоден Шераб (1059 – 1109), един от най-известните преводачи на будистка литература
9. Сакя Пандита (1182 – 1251), един от петимата основоположници на школата Сакя
10. Го Кхугпа (XI век), важен преводач от втората школа